# فرودگاه سالینا کروز
فرودگاه سالینا کروز (به انگلیسی: Salina Cruz Airport) (به زبان بومی: Aeropuerto de Salina Cruz) یک فرودگاه نظامی با کد یاتا SCX است که یک باند فرود آسفالت دارد و طول باند آن ۱۷۱۶ متر است. این فرودگاه در کشور مکزیک قرار دارد و در ارتفاع ۲۳ متری از سطح دریا واقع شده است.